# Тахір Заман
Тахір Заман (6 березня 1969) — пакистанський хокеїст на траві.
Бронзовий призер Олімпійських Ігор 1992 року, учасник 1996 року.
Чемпіон світу 1994 року.